# Ryesong
Il fiume Ryesong (Chosŏn'gŭl: 례성강, Hancha: 禮成江, Hangul: 예성강,Hanja: 禮成江) è un fiume che si trova nella Corea del Nord. Scorre da nord a sud, e sfocia nel Mar Giallo dall'isola di Ganghwa, appena ad est della bocca del fiume Imjin.